# Кубански државни медицински универзитет
Кубански државни медицински универзитет (КубДМУ)  је високошколска установа у Краснодару и до данас је један од најстаријих универзитета на Кубању, географској регија у јужној Русији око реке Кубањ, између Црног мора, Донске степе, делте Волге и Кавказа и један од 10 водећих медицинских универзитета у Русији. Налази се у историјској згради некадашње јекатеринодарске епархијске школе.

## Историја
У предреволуционарној Русији новосновани универзитети „почињали“ са медицинским факултетима, тако да је крајем 19. века на медицинским факултетима у Русији студирало  исто толико студената колико и на свим осталим факултетима заједно.
У јулу 1920. Кубанско регионално одељење народног образовања покренуло је иницијативу за оснивање  Кубанског универзитета, који је укључивао неколико факултета - медицински, природни и друштвено-историјски факултет.
Уз сагласност Народног комесара просвете РСФСР-а, 9. августа 1920. почео је пријем пријава подносилаца захтева. Упис је обављен без испита. На медицински факултет уписана су 424 лица (од тога 29 обичних лекара који нису завршили студије у рату), 843 за природне науке, а 550 за друштвено-историјски факултет. На универзитету је отворен и раднички факултет за 500 људи.
Тако је на новоснованом Кубанског универзитету,  као претеча будућег Кубанског медицинског универзитета основан 1920. године  медицински факултет.
Због тешке економске ситуације у земљи, 1921. године универзитет је затворен. Президијум Кубанско-црноморског извршног комитета Обласног савета радника, сељака, козака, Црвене армије и планинских посланика усвојио је 10. септембра 1921. године резолуцију... 
„да се државни универзитет трансформише у медицински институт, да се природни факултет универзитета додели Заводу за народно образовање, а раднички факултет универзитета распореди између политехничких и педагошких института“.
Тако је медицински институт постао правни наследник будућег Кубанског универзитета, који је поново основан 1970. године, али без медицинског факултета. За првог декана Медицинског факултета, а касније и ректора института, изабран је професор Н. Ф. Мелников-Разведенков.
Међу првим професорима Медицинског факултета које је одобрила Катедра за народну просвету били су С.В. Коршун, Д.П. Косоротов, К.П. Малиновски, Н.Ф. Мелников-Разведенков, Д.О. Отт, Н.Н. Петров, В.Иа. Рубашкин, И.Г. Савченко, А.И. Смирнов, Н.И. Тринклер, А.И. Јушченко. 
Институт је формиран по традиционалним, можда конзервативним принципима, који су обезбедили довољну аутономију, демократске принципе управљања и значајну независност одељења. Ови принципи, који су дошли са средњовековних универзитета, постепено су уступили место ауторитарним методама руковођења, као одраз општих процеса централизације власти који су се одвијали у младој совјетској држави.
Од првих дана рада факултета почела је да се формира медицинска библиотека, углавном захваљујући донацијама лекарске заједнице града. Библиотека Медицинског института је 1930. године постала једна од библиотека која је  добијала обавезни примерак о медицинским и граничним темама. Године 1934. библиотека је ушла у систем међубиблиотечке позајмице.
Прве године рада медицинског факултета, а потом и института, одржане су у веома тешким условима. Плате наставницима су касниле, стипендије су издаване превремено. Истина, запослени и студенти медицинског факултета добијали су оброке хране (као и радни факултет), које други факултети првог универзитета нису добијали.
Временом  живот на  Институтуту се поправљао. Основана  су нова одељења, унапређена образовна и медицинске базе. Руководиоци клиничких одељења Института постали су шефови одељења (клиника) и болница. Године 1925. дипломирало је 113  лекара.
Године 1928, с обзиром на одлучујућу улогу ИКС армије у стварању универзитета и медицинског факултета, институт је добио име Црвене армије. Под овим именом институт је радио до 1994. године, када је овај назив промењен у академију.

### Институт у Другом светском рату
Током Другог светског рата више од 2.000 запослених, дипломаца и студената Кубанског медицинског института прошло је кроз   кроз војна искушења...
...многи су отишли на фронт, радили у болницама, на првим линијама, други су наставили да предају,  неки су евакуисани, док су неки морали под тешким условима да преживе окупацију. Нису сви имали среће да прославе Дан победе.
Током Другог светског рата  Институт је евакуисан наколико пута,   али ниједном током ратних година није прекинуо дипломирање лекара. Први пут је еавкуисан у Јереван (новембар 1941 - април 1942), други пут, прошавши најтежи пут кроз Сочи, Јереван, Баку, Кујбишев, - до Тјумена (август 1942 - новембар 1943). Током овог тешког периода, институт је водио Антон Наумович Мотненко.
Већ јуна 1943. године настава за студенте је настављена у Краснодарском огранку института. Истовремено, започели су интензивни рестаураторски радови у главној згради у улици Седина број 4, који су завршени тек 1954. године. Сва теоријска одељења, која су се раније налазила у медицинско-акушерској школи (Краснаја улица, зграда 1), вратила су се у своје просторије.

### Институт у послератном периоду
Одмах после рата повећан је пријем студената на прву годину института. Универзитет је добио право да прима на одбрану докторске дисертације. Настављено је редовно објављивање научних радова. 
Од 1. јануара 1958. године у институту је студирало 1680 студената, радило је 184 наставника (19 професора, 26 ванредних професора, 16 виших наставника, 109 асистената), од којих је 19 доктора наука, а 66 докторанат наука.
Године 1961. страни студенти су почели да студирају на институту, тако да је крајем 20. века на академији студирало око 1000 страних студената из Бугарске и Немачке, Колумбије и Етиопије, Либана и Сирије, Индије и других земаља. Ова традиција траје до данас. 
У институту је 1963. године отворен Стоматолошки факултет, са циљем да обезбеди попуну стоматолозима  Северни Кавказ и у Ростовску област.
Године 1990. године, поводом 70. годишњице института, отворен је музеј његове историје. Иницијатор његовог стварања био је ректор института Јуриј Александрович Осипов. Основа музејских фондова била је архива најстаријег радника универзитета, ванредног професора Г.Н. Ковалског и научни материјали Одељења за здравствену организацију, који су, под руководством професора Б.А. Војцеховича и преузео функције организације музеја.
Године 1992. отворен је Факултет за високо образовање медицинских сестара, који је 1997. године трансформисан у самостални Краснодарски општински медицински институт за високо образовање медицинских сестара. 

### Преименовање института у академију и универзитет
Године 1994.  Кубански медицински институт је добио статус академије.  Од 1. марта 1995. године на три факултета Академије (медицинском, педијатријском и стоматолошком) студирало је 3.573 студента на буџетској основи, а 1.048 студената (укључујући 662 страна студента) на бази самоиздржавања. На Факултету за високо образовање медицинских сестара студирало је 153 студента, 136 студената је студирало на филијали Адигхе.
Академија је имала 58 одељења и 3 курса, укључујући 10 одељења и 2 курса на факултету за последипломску обуку лекара. Међу руководиоцима одељења и смерова је 44 доктора и 16 кандидата наука. На академији је радило око 600 наставника, укључујући 65 доктора и 330 кандидата наука.
Академија се, превазилазећи тешкоће деведесетих, успешно развијала и 2005. године је акредитована у статусу Кубанског државног медицинског универзитета.  Оснивач Универзитета је Влада Руске Федерације. Овлашћења Оснивача врши Министарство здравља Руске Федерације.
Универзитет је 2010. године успешно прошао процедуру лиценцирања и акредитације и добио право да обучава 4.000 студената. Кубански државни медицински универзитет је један од 5 универзитета у Русији који раде са биолошким материјалом.

## Факултети
Универзитет у свом саставу има следеће факултете:
- Терапеутски
- Педијатријски
- Стоматолошки
- Фармацеутски
- Медицинско-профилактички
- Факултет за напредну обуку и преквалификација специјалиста
- Факултет за предуниверзитетска обука

## Ректори[7]
- Један од организатора стварања (1920) и први ректор института је Н. Ф. Мелников-Разведенков, који је касније (1925.) изабран на место председника Академије наука Украјинске ССР и премештен  у Кијев.
- ? до 1944 - А. Н. Мотненко
- Од 1944 до ? — Д. В. Колинко
- Од 1991. до 1994. — Онопријев, Владимир Иванович  — истакнути хирург-гастроентеролог, оснивач правца очувања, обнављања и стварања органа у хируршкој гастроентерологији, оснивач националне школе функционалне хируршке гастроентерологије, доктор медицинских наука, професор, заслужни доктор Руске Федерације, заслужни научник Руске Федерације.[8]
- Од 1994. - Борис Григоријевич Ермошенко. Доктор медицинских наука, члан Управног одбора Сверуског удружења акушера-гинеколога. Аутор и учесник у стварању регионалног перинаталног центра и центра мајке и детета (сада - основна акушерска и гинеколошка клиника Кубанске медицинске академије).
- Од 2007. - 2009. - Михаил Черкасов
- Од 28. маја 2009. - кандидат медицинских наука , Алексеенко Сергеј Николајевич